# 日本・太平洋諸島フォーラム首脳会議

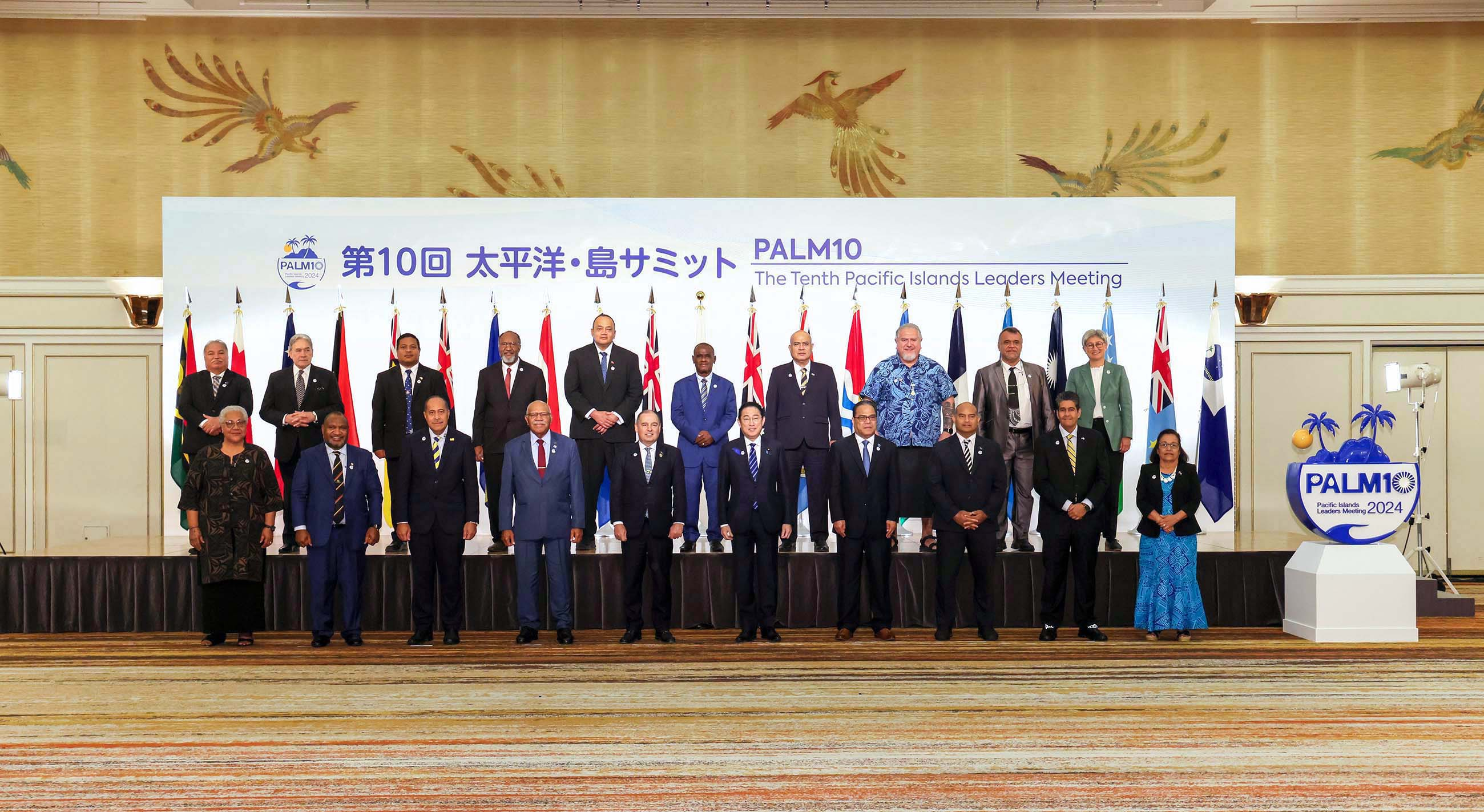
第10回太平洋・島サミット（PALM10）

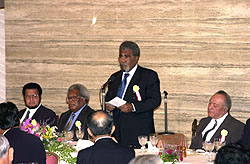
第2回日本・太平洋諸島フォーラム首脳会議（PALM 2000）の午餐会でスピーチをするパプアニューギニアの首相メケレ・モラウタ（2000年4月）

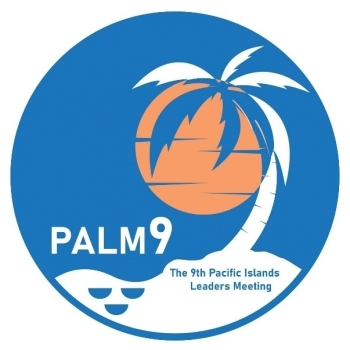
第9回日本・太平洋諸島フォーラム首脳会議（PALM9）のロゴマーク

日本・太平洋諸島フォーラム首脳会議（にほん・たいへいようしょとうフォーラムしゅのうかいぎ、英: Pacific Islands Leaders Meeting, PALM〈パーム〉、略称は「ヤシの木」の意）は、日本を含む太平洋の島嶼国の首脳により行われる会議。通称は太平洋・島サミット（たいへいよう・しまサミット）である。主催者は日本国外務省の外郭団体である太平洋諸島センター。
元々は日本が太平洋諸島フォーラム加盟国との関係を強化する目的で、1997年に初開催。以後3年毎に日本国内で開催されてきている。
会議について、日本の外務省は「太平洋島嶼国は親日国家群であるとともに、国際社会における我が国の様々な取組に対する強力な支持母体であり、我が国外交にとって非常に重要な国々」であるとして、「こうした太平洋島嶼国との関係を強化し、同地域発展に共に取り組む」ことが目的だとしている。

## 宣言・声明
この会議では毎回宣言や声明が出された。
- 第1回会議では、太平洋諸島諸国の自主性と独自性に配慮した協力。
- 第5回会議では、「北海道アイランダーズ宣言」が採択された。

## 開催地と議長国
|                    | 開催年 | 開催地     | 主会場                             | 議長国                    | 出典   |
| ------------------ | ------ | ---------- | ---------------------------------- | ------------------------- | ------ |
| 第1回              | 1997年 | 東京都     | ホテルニューオータニ               | 日本                      | [ 5 ]  |
| 第2回（PALM 2000） | 2000年 | 宮崎県     | フェニックス・シーガイア・リゾート | 日本、 パラオ             | [ 6 ]  |
| 第3回（PALM 2003） | 2003年 | 沖縄県     | 万国津梁館                         | 日本、 フィジー           | [ 7 ]  |
| 第4回（PALM4）     | 2006年 | 沖縄県     | 万国津梁館                         | 日本、 パプアニューギニア | [ 8 ]  |
| 第5回（PALM5）     | 2009年 | 北海道     | アルファリゾート・トマム           | 日本、 ニウエ             | [ 9 ]  |
| 中間閣僚会合       | 2010年 | 東京都     | 外務省飯倉公館                     | 日本                      | [ 10 ] |
| 第6回（PALM6）     | 2012年 | 沖縄県     | 万国津梁館                         | 日本、 クック諸島         | [ 11 ] |
| 第2回中間閣僚会合  | 2013年 | 東京都     | 外務省飯倉公館                     | 日本、 マーシャル諸島     | [ 12 ] |
| 第7回（PALM7）     | 2015年 | 福島県     | スパリゾートハワイアンズ           | 日本、 パラオ             | [ 13 ] |
| 第3回中間閣僚会合  | 2017年 | 東京都     | 外務省飯倉公館                     | 日本、 ミクロネシア連邦   | [ 14 ] |
| 第8回（PALM8）     | 2018年 | オンライン | テレビ会議方式                     | 日本、 サモア             | [ 15 ] |
| 第4回中間閣僚会合  | 2020年 | 東京都     | 外務省飯倉公館                     | 日本、 ツバル             | [ 16 ] |
| 第9回（PALM9）     | 2021年 | オンライン | テレビ会議方式                     | 日本、 ツバル             | [ 18 ] |
| 第5回中間閣僚会合  | 2024年 | スバ       |                                    | 日本、 クック諸島         | [ 19 ] |
| 第10回（PALM10）   | 2024年 | 東京都     |                                    | 日本、 クック諸島         | [ 20 ] |

## 参加国・地域

### 国
- 日本（議長国）
- キリバス
- クック諸島（2011年3月まで地域扱い、第6回から国として参加）
- サモア
- ソロモン諸島
- ツバル
- トンガ
- ナウル
- ニュージーランド
- ニウエ（2015年5月まで地域扱い、第7回から国として参加）
- バヌアツ
- パプアニューギニア
- パラオ
- フィジー
- マーシャル諸島
- ミクロネシア連邦
- オーストラリア
- アメリカ合衆国（第6回に参加[21]）

### 地域
- ニューカレドニア（第8回から参加[22]）
- フランス領ポリネシア（第8回から参加[22]）